# Liste der Bodendenkmäler in Borken
Die Liste der Bodendenkmäler in Borken enthält die denkmalgeschützten unterirdischen baulichen Anlagen, Reste oberirdischer baulicher Anlagen, Zeugnisse tierischen und pflanzlichen Lebens und paläontologischen Reste auf dem Gebiet der Stadt Borken im Kreis Borken in Nordrhein-Westfalen (Stand: 20. August 2020). Diese Bodendenkmäler sind in Teil B der Denkmalliste der Stadt Borken eingetragen; Grundlage für die Aufnahme ist das Denkmalschutzgesetz Nordrhein-Westfalen (DSchG NRW).
| Bild | Bezeichnung                                                           | Lage                                                                   | Beschreibung | Bauzeit | Eingetragen seit | Denkmal- nummer |
| ---- | --------------------------------------------------------------------- | ---------------------------------------------------------------------- | --- | ------- | ---------------- | --------------- |
|      | Grabhügel                                                             | Westenborken                                                           | Durchmesser: 17,6 m, Höhe 1,10 m Zustand: Gut erhalten, mit Spuren eines älteren Eingriffs in der Hügelmitte. Aufgrund seiner Größe ist als Entstehungszeit des Hügels die späte Jungsteinzeit / frühe Bronzezeit anzunehmen. |         |                  | B 1             |
|      | Grabhügel                                                             | Westenborken                                                           | Durchmesser: 24,7 m, Höhe: 1,20 m Aufgrund seiner Größe ist als Entstehungszeit des Grabhügels die späte Jungsteinzeit/frühe Bronzezeit anzunehmen. |         |                  | B 2             |
|      | Niederungsburg „Pausborg“                                             | Gemen-Kirchspiel                                                       | Historische Angaben sind nicht bekannt. Nach Form und Lage ist der Bau dieser Burg im Hoch- bis Spätmittelalter erfolgt. Zustand: Der größte Teil des ursprünglichen Burggeländes wurde zwar in den 30er Jahren einplaniert, doch lassen die im zentralen Bereich der Verteidigungsanlage noch vorhandenen Wallreste und Gräftenabschnitte sowohl Burginsel als auch Vorburg einigermaßen gut erkennen. Die weitgehend erhaltene Burginsel, der Bereich des eigentlichen Burggebäudes, ist zum Teil heute noch von wasserführenden Gräftenabschnitten umgeben. Der die Vorburg umgebende Graben ist zwar verfüllt, aber als tieferliegender Streifen im Gelände deutlich zu verfolgen. |         |                  | B 3             |
|      | Grabhügel                                                             | Borken                                                                 | Durchmesser: 22,7 m, Höhe 1,60 m Zustand: Gut erhaltener Grabhügel mit leichten Spuren eines älteren Eingriffs in der Hügelmitte. Aufgrund seiner Größe ist als Entstehungszeit des Grabhügels die späte Jungsteinzeit / frühe Bronzezeit anzunehmen. |         |                  | B 4             |
|      | Hügel Beckenberg                                                      | Borken                                                                 | Großer künstlich aufgeschütteter Hügel von ca. 30 m Durchmesser und 4–5 m Höhe, mit einem Kreuz und sehr alter Eiche auf der Kuppe. Erste historische Erwähnung des Hügels 1521 als „Berg Kalvarien“ im Zusammenhang mit dem Borkener Leprosenhaus. Als Kalvarienberg aber sicher sehr viel älter. Das heutige mehrfach restaurierte Kreuz wurde 1665 von den Johannitern errichtet. Der Beckenberg, der im 2. Weltkrieg als Schutzanlage durch Einbau eines Stollens gedient hatte, wurde nach 1955 zu seinem heutigen Zustand wiederhergerichtet. |         |                  | B 5             |
|      | Burganlage „Haus Engelrading“                                         | Marbeck                                                                | Die in ihrem nördlichen Teil zerstörte Wallburg besteht aus einem heute hufeisenförmig erscheinenden Hauptwall (Höhe 3-5 m, Basisbreite 8-10 m), der im Südosten von einigen kleineren Wällen halbkreisförmig umgriffen wird. Einige Grabenabschnitte sind flach erhalten. Eine genaue Datierung der Burganlage ist bislang nicht möglich; 1316 wird Ritter Goswin von Engelrading (offenbar als Besitzer der Burg) urkundlich erwähnt; um 1333 wurde die Burg durch die Herren von Heiden in Besitz genommen. Die heute im Innenraum der Wallburg vorhandenen Gebäude stammen aus dem 18. Jh. |         |                  | B 6             |
|      | Wall mit Graben                                                       | Marbeck                                                                | Halbkreisförmiger Wall, Gesamtlänge 180 m, Höhe bis 1,70 m, Breite 12 m. Der südlich vorgelagerte Graben hat eine Breite von max. 7,0 m. Zustand: gut erhaltener Wall mit zwei (älteren) Unterbrechungen; auf der Wallkrone eine jüngere Störung (Angrabung). Historische Angaben sind nicht bekannt. In näherer Umgebung einige kleine Wälle und (Entwässerungs-)Gräben unterschiedlichen Alters. |         |                  | B 7             |
|      | Burganlage „Haus Döring“                                              | Marbeck                                                                | Es handelt sich um eine hochmittelalterliche Turmhügelburg. Die Anlage besteht aus Burginsel mit Turmhügel (Höhe: ca. 6,0 m) und einer nördlich vorgelagerten Vorburg; die Burginsel wird von einer teilweise verlandeten Gräfte (Breite: 20–25 m) umschlossen. Ein zweiter, äußerer Gräftenring (Breite 8–10 m) ist in seinem östlichen Bereich zerstört, sonst aber (wenn auch z. T. verlandet und zugewachsen) noch gut erkennbar. Der Turmhügel „Haus Döring“ ist eine der bekanntesten und besterhaltenen Anlagen dieser Art in Westfalen. Auf dem Turmhügel steht heute das im 18. Jahrhundert auf Resten eines Vorgängerbaues errichtete Haus Döring. Die Familie Döring wird 1292 mit Ritter „Adulfus der Doringchove“ erstmals urkundlich erwähnt.                                                                 |         |                  | B 8             |
|      | Landwehr                                                              | Borken                                                                 | Borkener Stadtlandwehr des 14. Jh. Erhaltene Gesamtlänge ca. 250 m, davon im nordwestlichen Teil ca. 100 m mit 4 Parallelwällen in einer Gesamtbreite von 20 m, im südöstlichen ca. 250 m langen Teil mit einem einfachen Wall in einer Breite von 6 m angelegt. Die erhaltene Höhe der Wälle liegt zwischen 0,20 m und 0,80 m. Zustand: Wälle und Gräben der Landwehr sind stark verflacht, aber noch gut erkennbar. Dieser Abschnitt ist der letzte zusammenhängende Rest der um 1357 angelegten Borkener Stadtlandwehr. |         |                  | B 9             |
|      | Höhenrücken „Die Berge“                                               | Borken                                                                 | Der Höhenzug „Die Berge“ steigt unvermittelt aus dem umgebenden Flachland ca. 40 m auf und ist über viele km sichtbar. In west-östlicher Richtung erstreckt er sich über 8 km, mit einer durchschnittlichen Breite von 1 km. Der Höhenrücken gipfelt von West nach Ost in den drei Erhebungen Fliegerberg 84 m NN, Geinsberg 93 m NN und Tannenbülten 104 m NN. Spätere eiszeitliche und teilweise nacheiszeitliche Veränderungen haben den Höhenzug entstehen lassen. Der über Jahrtausende genutzte Kultplatz mit seinen zahlreichen Grabfeldern wurde durch den aus dem Flachland herausragenden Bergrücken vorgegeben. |         |                  | B 10            |
|      | Grabhügel                                                             | Grütlohn                                                               | Grabhügel / Durchmesser 11 m, Höhe 1,10 m Zustand: Der südliche Teil des Hügels ist gut erhalten, der nördliche Teil infolge privater Nutzung stark deformiert. Der Grabhügel ist noch der sichtbare Rest eines ausgedehnten Gräberfeldes, das von der späten Jugendsteinzeit bis in die ältere Eisenzeit hinein belegt worden ist. Eine Ausgrabung erfolgte 1937 durch das Landesmuseum für Vor- und Frühgeschichte (Hucke/Winkelmann). Unter dem in die Bronzezeit zu datierenden Grabhügel, dessen Hauptbestattung durch frühere Sandentnahme zerstört war, lag ursprünglich ein Hügel der späten Jungsteinzeit mit der Körpergräbern. Der bronzezeitliche Grabhügel wurde nach Grabungsabschluss wieder hergerichtet und dem Grabungsbefund entsprechend mit einem (heute nicht mehr erhaltenen) Palisadenring umgeben. |         |                  | B 11            |
|      | mittelalterliches/neuzeitliches Leprosenhaus mit Kapelle und Friedhof | Borken                                                                 | Untertägig erhaltene Befunde in Form von Fundamentresten, Fußböden, Erdverfärbungen und Gräbern sowie zusätzliche Funde weisen auf das Vorhandensein des Leprosenhauses mit Kapelle und Friedhof hin. Das Leprosenhaus wurde erstmals 1488 als „Ziekenhuys“ erwähnt. Es wurde 1568 renoviert ebenso wie 1655 (oder Neubau). Im Jahre 1805 fand die Verpachtung statt. Der letzte Bauzustand ist verzeichnet auf der Grundkarte von 1820. 1991 wurden Fundamentreste bei Grabungen nachgewiesen. Die Kapelle ist erstmals 1490 erwähnt (Baurechnung); sie wurde 1606 repariert und 1805 auf Abbruch verkauft. |         |                  | B 12            |
|      | Gräberfeld „Am Kaninchenberg“                                         | Hoxfeld                                                                | Gräberfeld der jüngeren Bronzezeit / älteren Eisenzeit Urnenfriedhof, nachgewiesen durch Grabungen und Baubeobachtungen; untertägig erhaltene Urnenbestattungen, teils mit Grabeinhegungen. Das Gräberfeld ist in seinen erhaltenen Teilen bedeutend für die Geschichte des Menschen in Borken-Hoxfeld, weil es eine frühe Besiedlung des Raumes belegt. |         |                  | B 13            |
|      | Vorgeschichtlicher Siedlungsplatz                                     | Borken/Grütlohn Eckbereich Weseler Straße / L 896 / Weseler Landstraße | Erste Funde von dem Areal wurden 1945 bekannt. Damals wurden ca. 50 m westlich des Vermessungspunktes 53,2 (auf beiliegendem Kartenausschnitt kenntlich) Pfostengruben, Holzkohle, Keramik und verbrannte Steine beobachtet. Weitere Funde stammen aus dem Jahr 1967. Beim Bau der Weseler Straße im direkten westlichen Anschluss an das beantragte Areal (südlich der geplanten Nina-Winkel-Straße) dokumentierte der ehrenamtliche Beauftragte des Kreises Borken, Herr A. Heselhaus, mehrere Gruben mit Keramik der vorrömischen Eisenzeit, die auf eine Siedlungsstelle hinweisen. Daneben wurden auch Gruben und der Rest eines Steinfundamentes aus dem frühen bis hohen Mittelalter entdeckt. Im östlichen bzw. nördlichen Anschluss an das beantragte Areal fanden 1998 bis 2000 umfangreiche Ausgrabungen statt.  |         |                  | B 14            |
|      | Kirchplatz St. Ludgerus Weseke                                        | Weseke                                                                 | Das Bodendenkmal umfasst den gesamten Kirchplatz mit Kirchhof und den Platz- und Wegeflächen (nicht jedoch die Kirchenringbebauung). Der in der Fläche bewahrt gebliebene Bodenfund gibt Erkenntnismöglichkeiten über den Beginn und die frühe Entwicklung des kirchlichen Lebens, der Baugeschichte der Weseker Kirche, Bestattungsformen und Population des Ortes sowie möglicherweise auch zur früheren weltlichen Ortsherrschaft. |         |                  | B 15            |
|      | ehemalige Tongrube im Pröbstingbusch                                  | Hoxfeld                                                                | Bei dem ortsfesten Bodendenkmal handelt es sich um eine Abfolge von Gesteinen mit fossilem Inhalt, die den Hintergrund und den Untergrund der Wände und Sohlen beinhalten. Anstehend in den Wänden und der Sohle der ehemaligen Tongrube Schichtenfolge (Tonsteine) aus der Zeit des Tertiär (vor ca. 31 Mio. Jahren) mit wissenschaftlich bedeutsamer Fossilführung. In den Schichten treten vor allem Reste von Fischen und Mikrofossilien auf. Sie wurden abgelagert, als der Raum Borken vom Wasser der Ur-Nordsee bedeckt war. Die vorliegende Fossilzusammensetzung existiert in dieser Art nur an dieser Stelle. |         |                  | B 16            |